# El juez y el general
El juez y el general (The Judge and the General) es un documental de 2008 sobre los intentos del juez chileno Juan Guzmán Tapia de llevar al general Augusto Pinochet ante la justicia por crímenes contra los derechos humanos.

## Sinopsis
Cuando le asignaron al juez de la Corte de Apelaciones de Santiago, Juan Guzmán, las primeras causas penales contra el exdictador del país, el general Augusto Pinochet, nadie esperaba gran cosa. Aunque había apoyado el golpe de Estado en 1973 contra el presidente elegido democráticamente, Salvador Allende, y había trabajado como juez durante la dictadura, el magistrado debió enfrentar sus propias convicciones cuando en 1998 fue designado para el primer proceso criminal contra Augusto Pinochet, y comenzó a descubrir el horror de los asesinatos y secuestros durante la dictadura. Los realizadores rastrean el descenso de Guzmán a lo que él llama "el abismo", donde descubre el pasado, incluido su propio papel en la tragedia.

## Estrenos
El largometraje documental se estrenó en 2008, en el Santiago Festival Internacional de Cine a nivel nacional, e internacionalmente en el Festival Internacional de Cine de San Francisco. Participó también del 20° Festival Internacional de Cine de Viña del Mar y del 12º Festival Internacional de Documentales de Santiago.

## Premios y nominaciones
El juez y el general ganó el Premio al Mejor Documental del  Festival Internacional de Documentales del Uruguay, en 2009, y el premio a la Mejor película del Festival de Cine Documental de Chiloé, en 2011.
También ganó un duPont-Columbia Award a a la excelencia en periodismo televisivo. Obtuvo una nominación al Emmy por Mejor Programación Histórica, así como una nominación a los Premios del Sindicato de Directores por Mejor Director de Documental.[cita requerida]